# Aull

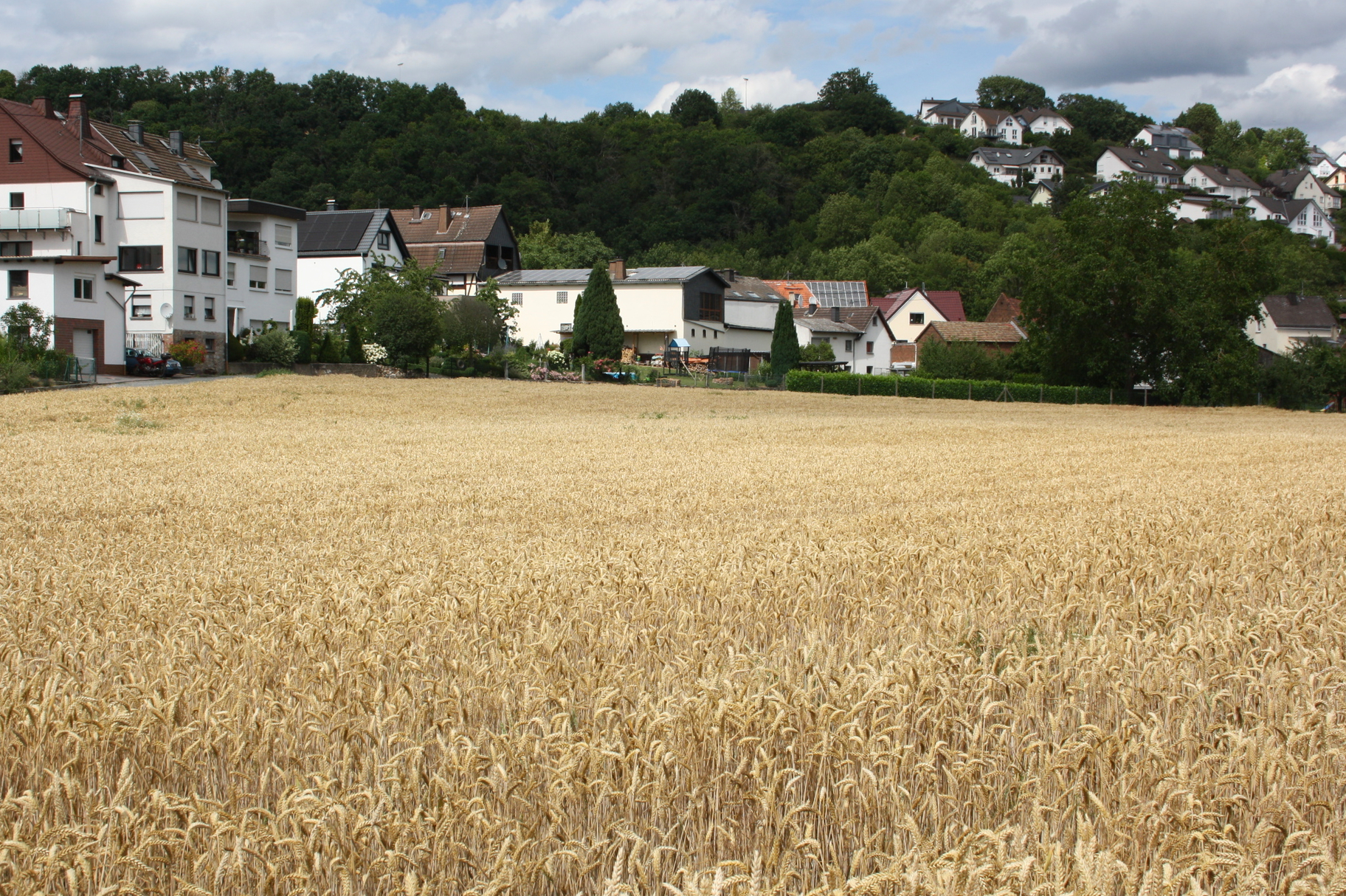
Blick auf Aull (2020)

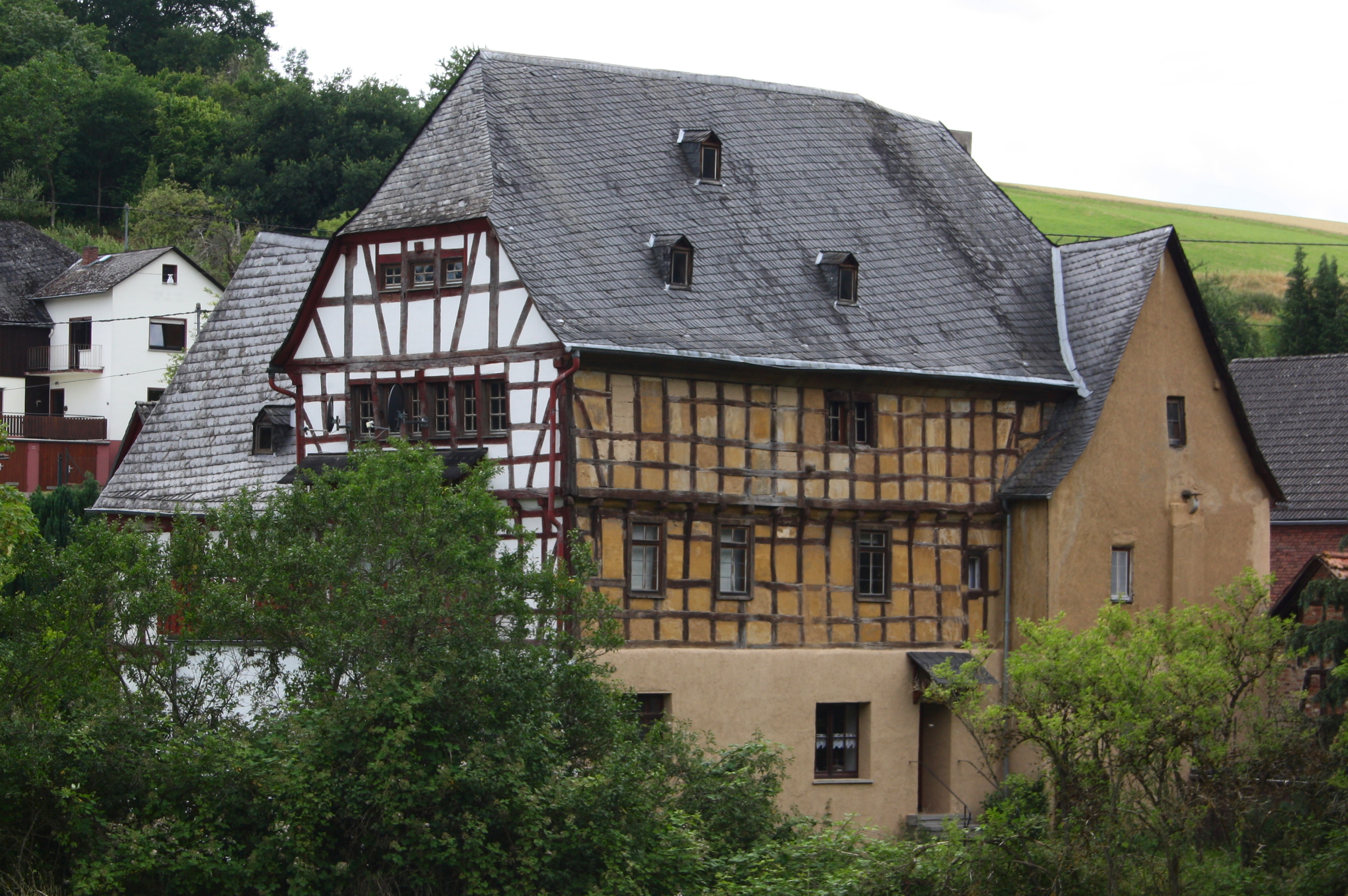
Die Alte Burg

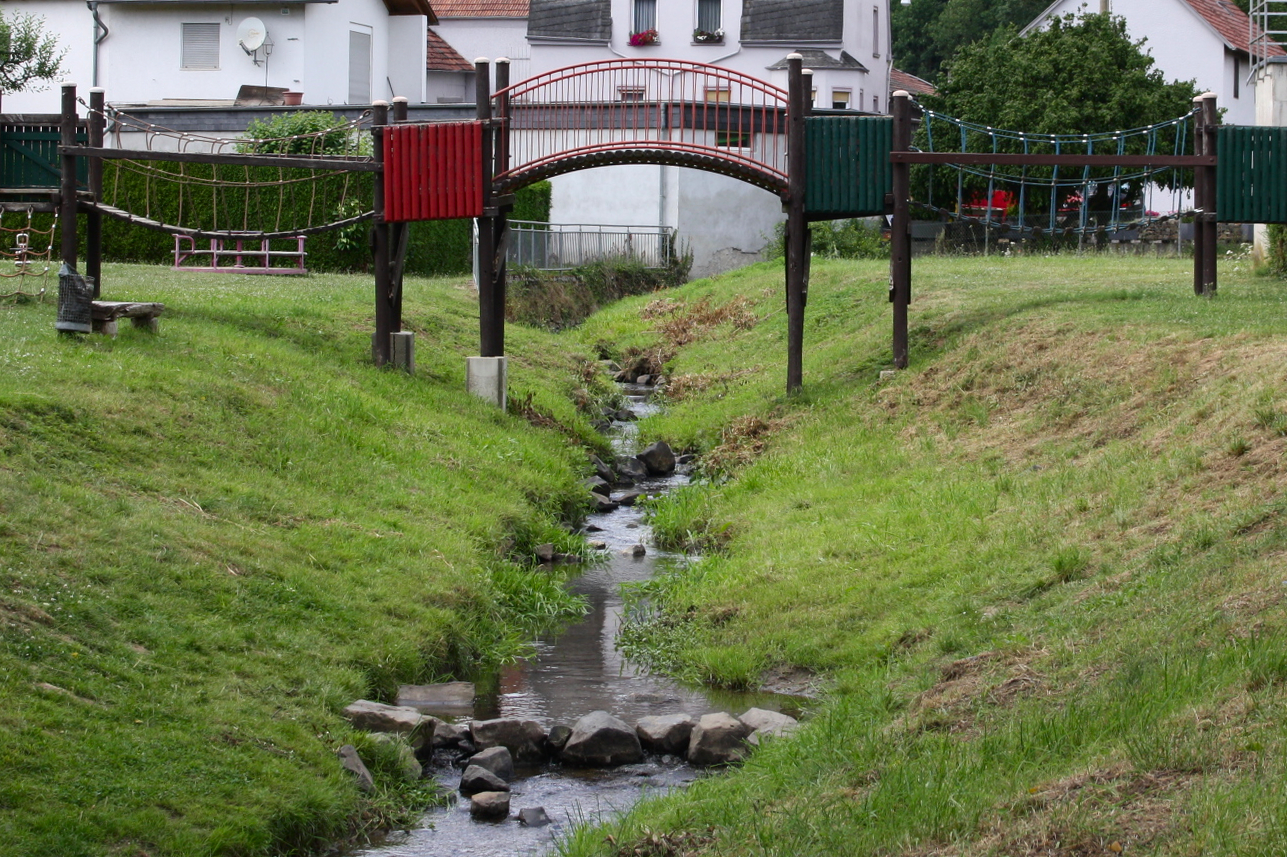
Der Hambach in Aull

Aull ist eine Ortsgemeinde im Rhein-Lahn-Kreis in Rheinland-Pfalz. Sie gehört der Verbandsgemeinde Diez an.

## Geographie
Aull liegt im Osten von Rheinland-Pfalz zwischen Taunus und Westerwald an der Lahn, am westlichen Ende des Limburger Beckens und grenzt im Süden an die Stadt Diez, im Norden an die Gemeinde Gückingen (alle Rheinland-Pfalz) und im Osten an den Limburger Stadtteil Staffel (Hessen). Durch den Ort fließt der Hambach und mündet hier in die Lahn.

## Geschichte
Eine Erklärung führt den Namen Aull auf das lateinische aula (dt. u. a. Palast) zurück. Wahrscheinlicher ist jedoch, dass der Name vom althochdeutschen ouwe, was die „Lage der Siedlung im engen Tal am Wasser bezeichnet“ abgeleitet ist, daraus entwickelte sich über die Formen ouwelle, Auwell, Augell, Auell und Auel das heutige Aull.
Die Geschichte Aulls ist eng verbunden mit der Alten Burg, die sehr wahrscheinlich aus dem 12. oder 13. Jahrhundert stammt. Am 29. März 1284 wird das zur Alten Burg gehörige Hofgut Aull erstmals urkundlich erwähnt. Diese Urkunde dokumentiert die Belehnung der Burg und des dazugehörigen Gutes der Grafen von Helfenstein an Otto von Diez.
Um das Jahr 1300 wird die St. Jostkapelle errichtet, von der aus über 200 Jahre die umliegenden Orte betreut wurden. Nach der Reformation zu Beginn des 16. Jahrhunderts und dem Übertritt zum Protestantismus im Jahre 1564 wurde die St. Jostkapelle von Diez aus betreut. Mehrmals wüteten in Aull Pestepidemien, so in den Jahren 1349–50, 1364, 1574, 1606–07.
1618 wurde eine Schule errichtet. Die Kriegshandlungen während des Dreißigjährigen Krieges zerstörten und entvölkerten Aull zu großen Teilen. Nach Ende des Krieges waren von 40 Wohnhäusern lediglich sechs bewohnbar. Der Dreißigjährige Krieg führte zu einem Verlust der Bedeutung des Weinbaus, der danach nie wieder seine ursprüngliche Bedeutung erlangte.
Während des Ersten Koalitionskrieges wurde Aull am 19./20. April 1797 von Franzosen niedergebrannt, dabei wurde auch die St. Jostkapelle schwer in Mitleidenschaft gezogen, so dass sie nicht wieder renoviert und 1838 abgebrochen wurde. 1806 kam Aull mit der Bildung des Rheinbundes zum Herzogtum Nassau, das 1866 von Preußen annektiert wurde.
1912 wurde in Aull eine Wasserleitung gebaut. Seit 1913 ist die Gemeinde an das Stromnetz angeschlossen. Seit 1946 ist der Ort Teil des damals neu gebildeten Landes Rheinland-Pfalz.

### Hochwasser an der Lahn
Im Februar 1984 erreichte in einem Jahrhunderthochwasser der Pegel der Lahn eine Höhe von 7,68 Metern. 1946 wurde ein Pegelstand von 7,95 Metern erreicht. Der Pegel beim Hochwasser im Jahr 1909 lag bei 7,48 Metern. Der Normalpegel liegt bei 1,37 Metern.

### Einwohnerentwicklung
Vor dem Dreißigjährigen Krieg hatte Aull 40 Wohnhäuser, von denen nach dem Krieg lediglich sechs übriggeblieben waren. 1831 hatte Aull bereits wieder 31 Häuser mit 170 Einwohnern. Die Einwohnerzahl stieg bis 1914 auf 260 und bis 1929 auf 273. Aull hatte damals 55 Häuser. 1964 hatte der Ort 349 Einwohner.

## Politik

### Gemeinderat
Der Gemeinderat in Aull besteht aus acht Ratsmitgliedern, die bei der Kommunalwahl am 9. Juni 2024 in einer Mehrheitswahl gewählt wurden, und dem ehrenamtlichen Ortsbürgermeister als Vorsitzendem.

### Bürgermeister
Marco Gunkel wurde am 12. Juli 2024 Ortsbürgermeister von Aull. Bei der Direktwahl am 9. Juni 2024 war er als einziger Bewerber mit 85,5 % der Stimmen für fünf Jahre gewählt worden.
Marco Gunkels Vorgänger Michael Weimar war bei der Direktwahl am 26. Mai 2019 ebenfalls als einziger Bewerber mit einem Stimmenanteil von 66,81 % gewählt worden und damit Nachfolger von Wolfgang Linden, der nicht erneut angetreten war.

### Wappen
| Wappen von Aull | Blasonierung: „In Blau vor zwei grünen Bäumen auf grünem Boden ein rotbedachtes silbernes Haus mit Zinnen.“ |
| Wappen von Aull | Wappenbegründung: So der Schild in den Gemeindesiegeln seit 1816. Farben ergänzt. Das Haus soll wohl die heute noch vorhandene „Burg“ darstellen, einen einstigen Adelssitz, wahrscheinlich Wohnbau der hier angesessenen Köth von Wanscheid, der sich durch Größe und Bauart von den übrigen Häusern des kleinen Dorfes abhob. Der nassauische Ort hat kein Gericht besessen und daher vor dem 19. Jahrhundert ein eigenes Siegel noch nicht geführt. |

## Verkehr
- Aull liegt an der Landstraße 319, die in Richtung Diez und Montabaur führt.
- Die nächsten Autobahnanschlüsse sind Diez und Limburg Nord an der A3.
- Aull ist durch die Buslinie 450 (Montabaur–Nentershausen–Diez–Limburg) der Firma Rhein-Mosel-Bus sowie die Linie 575 (Diez–Hambach–Nentershausen) der Martin Becker GmbH angeschlossen.
- Die nächste Anschlussmöglichkeit an den Schienenpersonennahverkehr besteht am Bahnhof Diez, von wo der RE 25 (Limburg–Diez–Bad Ems–Koblenz) sowie die RB 23 (Limburg–Diez–Bad Ems–Koblenz–Andernach–Mendig–Mayen Ost) verkehren.